# 白王镇
白王镇是中国陕西省咸阳市泾阳县下辖的一个镇。

## 行政区划
白王镇下辖以下行政区：
宗沟村、西苗村、白马杨村、太和村、崔黄村、杨赵村、范村、李村、白王村、寺底何村、石滩子村、齐家寨村、山庄村